# Liewa
Liewa är en socken i Kina. Den ligger i provinsen Sichuan, i den sydvästra delen av landet, omkring 410 kilometer sydväst om provinshuvudstaden Chengdu. Antalet invånare är 3 694. Befolkningen består av 1 788 kvinnor och 1 906 män. Barn under 15 år utgör 27,0 %, vuxna 15-64 år 66 %, och äldre över 65 år 6,0 %.
Genomsnittlig årsnederbörd är 1 207 millimeter. Den regnigaste månaden är juli, med i genomsnitt 346 mm nederbörd, och den torraste är januari, med 1 mm nederbörd.